# Ульвівок (зупинний пункт)
Ульві́вок — пасажирська зупинна залізнична платформа Львівської дирекції Львівської залізниці.
Розташована поблизу с. Ульвівок Сокальський район, Львівської області на лінії Сапіжанка — Ковель між станціями Сокаль (11 км) та Іваничі (13 км).
Станом на грудень 2016 р. на платформі зупиняються приміські поїзди.